# Adrianus Gilles Camper
Adriaan Gilles Camper, né le 31 mars 1759 et mort le 5 février 1820, est un professeur néerlandais de mathématiques et de physique du XIXe siècle à l'Université de Franeker. Il se lance dans la politique et devient un homme d'État dans ses dernières années.

## Biographie
Fils de Petrus Camper, il est principalement connu aujourd'hui pour ses travaux paléontologiques en collaboration avec son père, qui ont permis de donner son nom à plusieurs holotypes de fossiles, dont le Puppigerus P. Camperi. Les gravures qu'il commande sur la base des travaux de son père sont publiées par Barthélemy Faujas de Saint-Fond. Il écrit lui-même  plusieurs ouvrages sur la paléontologie, dont un catalogue de sa collection de fossiles et de minéraux.
Sa fille Frederica épouse l'un de ses élèves à Franeker, le géologue néerlandais JGS van Breda (qui devient plus tard conservateur du musée Teyler à Haarlem). Van Breda écrit une biographie de son beau-père, dans laquelle il le décrit comme l'enfant prodige scolarisé à la maison qui est entré à l'Université de Franeker à l'âge de 14 ans, déjà instruit en histoire naturelle et en langues modernes grâce à son étroite association avec son père. Trois ans plus tard, en 1776, sa mère meurt, et son père est si affecté par la perte, qu'il prend congé de l'université pour se rendre à Paris et le jeune Adriaan l'accompagné. Là, du fait de la renommée de son père, ils sont reçus à bras ouverts par les différentes sociétés savantes telles que l'Académie française des sciences et fréquentent Louis, Antoine Portal, Jacques-René Tenon, Julien-David Le Roy, le comte Jean-Charles de Borda, le marquis de Condorcet, et Benjamin Franklin (the American liberator ).
Il devient membre de l'Institut royal des Pays-Bas en 1808.